# Monts de Cristal
Les monts de Cristal, ou monts Bangu en lingala, sont une chaîne de montagnes qui s'étend de la Guinée équatoriale, au nord, à l'Angola, au sud, en passant par le Gabon, la république du Congo et la république démocratique du Congo. Ils sont parallèles à l'océan Atlantique, culminent à 1 050 mètres d'altitude et séparent la plaine côtière des plateaux et plaines de l'intérieur des terres. Les monts de Cristal sont traversés par de nombreux fleuves dont le Congo et l'Ogooué.
L'altitude moyenne des monts de Cristal est de 750 mètres. Au Congo, le mont Mangengenge culmine à 718 mètres d'altitude au sud-est de Kinshasa, le Palaballa à 560 mètres et le pic Cambier à 502 mètres. Au Gabon, le mont Mbilan culmine à environ 925 m et le mont Seni à 611 m.
Une partie de ces monts est protégée au Gabon à l'intérieur du parc national des Monts de Cristal.

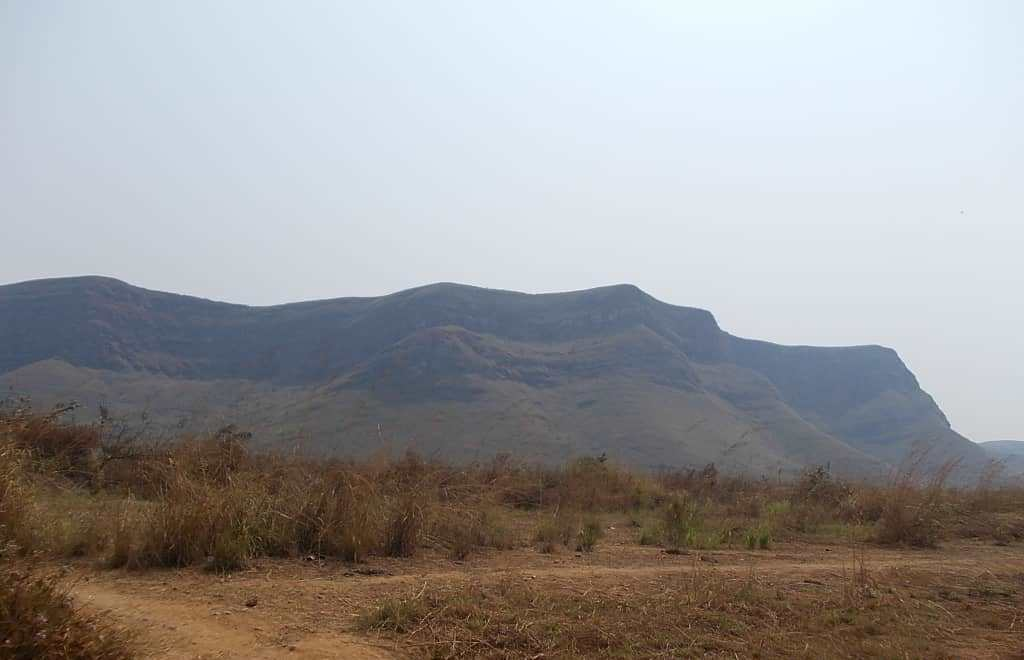
Vue des monts de Cristal.